# Ophiogomphus arizonicus
Ophiogomphus arizonicus – gatunek ważki z rodziny gadziogłówkowatych (Gomphidae). Występuje na terenie Ameryki Północnej.